# Thomas Osborne, 4. vévoda z Leedsu
Thomas Osborne, 4. vévoda z Leedsu (Thomas Osborne, 4th Duke of Leeds, 4th Marques of Carmarthen, 4th Earl of Danby, 4th Viscount Osborne and Latimer, 4th Baron Osborne) (6. listopadu 1713 – 23. března 1789, Londýn, Anglie) byl britský politik a dvořan. Od mládí jako vévoda zasedal ve Sněmovně lordů, zastával řadu čestných funkcí, byl rytířem Podvazkového řádu a členem Královské společnosti. Jeho syn Francis Osborne, 5. vévoda z Leedsu byl britským ministrem zahraničí.

## Životopis
Narodil se jako jediný syn Peregrina Osborna, 3. vévoda z Leedsu, po matce Elizabeth, rozené Harley (1691–1713), byl vnukem prvního ministra Roberta Harleye. Studoval ve Westminsteru, v roce 1731 po otci zdědil titul vévody a po dosažení zletilosti vstoupil do Sněmovny lordů, mezitím dosáhl magisterského titulu na univerzitě v Oxfordu. Od mládí zastával nižší funkce u dvora, působil také v diplomacii. V letech 1748–1756 byl královským sudím v jižních hrabstvích, od roku 1748 byl lordem komořím Jiřího II. a v roce 1749 obdržel Podvazkový řád. Ve vládě svého švagra vévody z Newcastle zastával post výplatčího rent dvorských úředníků (Cofferer of the Household, 1757–1761; tuto funkci předtím vykonával jeho tchán hrabě Godolphin), od roku 1757 byl též členem Tajné rady. V letech 1761–1774 byl královským sudím v severních hrabstvích. Po úmrtí svého tchána hraběte Godolphina převzal čestný post guvernéra na Scilllách (1766–1785), mimo jiné byl zástupcem místodržitele v hrabství Yorkshire, kde vlastnil statky, byl též členem Královské společnosti (1739).
Jeho manželkou byla Mary Godolphin (1714/1723–1764), dcera 2. hraběte Godolphina. Sňatek vyjednala vévodkyně Sarah z Marlborough (Mary byla její vnučkou). Jejich starší syn Thomas, markýz z Carmarthenu (1747–1761), zemřel předčasně, dědicem titulů se stal druhorozený syn Francis (1751-1799), později dlouholetý ministr zahraničí. V další generaci byl pro mladšího syna 5. vévody obnoven titul barona Godolphina. Po rodině Godolphinů také zdědili jejich hlavní sídlo Godolphin House v Cornwallu.
Čtvrtý vévoda z Leedsu byl díky rodinným vazbám blízce spřízněn se čtyřmi britskými premiéry, byl vnukem Roberta Harleye a švagrem vévody z Newcastle. Jeho manželka byla vnučkou hraběte Godolphina a neteří hraběte Sunderlanda. Přes svou pratetu Anne Osborne (1657–1722) byl též vzdáleně spřízněn s rodinou premiéra Roberta Walpola.